# 県民クラブ (大分)
県民クラブ（けんみん‐）は、立憲民主党・国民民主党・連合大分系の議員らによって構成されている大分県議会の会派。

## 概要
2007年4月25日、社会民主党系の「社会県民クラブ」と民主党系の「県政クラブ」、両会派からの離脱者と連合大分推薦の無所属議員からなる「新政みらい」の3会派が合流する形で結成された。
会派結成後初の県議選となった2011年の統一地方選挙では民主・社民両党が全国的に苦戦する中で議席数を伸ばし、選挙後の自民系会派分裂や選挙違反による自民党議員の辞職などもあって一時は県議会第一会派となった。現在は議員の離脱もあって所属議員11名の第二会派となっている。

## 歴史

### 会派結成に至る経緯
大分県では民主党発足後も社会民主党が一定の勢力を保っており、県議会でも社民系の社会県民クラブが非自民系最大会派の地位を維持、民主系会派の県政クラブがこれに続いていた。
2004年10月17日に社会県民クラブ・県政クラブから各1名ずつと、民主推薦の無所属議員2名が合流して新会派・新政みらいを結成。県政クラブ（3名）を抜いて県議会第三会派となった。
市町村合併によりいくつかの小選挙区が中選挙区に再編された2007年4月の県議選では、社民系が旧総評系労組の強い支援を背景に当選圏に候補を滑り込ませて勢力を伸ばしたのに対し民主系は伸び悩み、3議席から2議席に後退した県政クラブは代表質問権・議会運営委員選出権を有する交渉団体としての地位を失った。そこで、選挙前から民主・社民系3会派の合流を目指していた新政みらいと連合大分の要請により、各会派と連合大分の幹部らが合流に向けた協議を行うこととなった。
社会県民クラブ内では、民主・社民両党の政策的な隔たりに加え、社民党側が「大分方式」の取り決めに従い同年7月の第21回参院選に向けて松本文六の擁立を決めたのに対し、民主党内では右派に属する吉良州司県連代表が松本を忌避して独自に矢野大和の擁立に走ったことへの批判から、合流に消極的な意見が目立った。しかし最終的には「互いの政党活動に干渉しない」「議員控室は現会派のものをそのまま使う」という条件で合意し、2007年4月25日付けで新会派「県民クラブ」が結成された。
当初は3会派に所属する15名がそのまま参加する予定だったが、結成翌日になって旧新政みらい系の高村清志幹事長が、社民系会派との合流を嫌った新日鉄大分労組の意向を受けて会派を離脱、保守系無所属議員と「無所属の会」を結成したため、所属議員14名でのスタートとなった。

### 会派結成後
2007年5月には県内の公立病院を直接訪問し、現状等を調査した。
2007年第4回定例会では道路特定財源の確保を求める決議に賛成し、翌2008年1月に行われた道路特定財源堅持を求める総決起大会に大分県議会行財政改革特別委員が議員派遣の名目で出席した際には県民クラブからも3名が参加した。しかし民主・社民両党の本部が道路特定財源廃止の方針を示したため、2008年第1回定例会では自民党・公明党・無所属の会が提出した暫定税率維持を求める決議に反対した。ただし暫定税率維持を前提として作成された予算案には賛成しており、党本部との「ねじれ」が生じた。
会派結成後初の選挙となる2011年4月の県議選では自民系会派の過半数割れと第一会派の奪取を目標に掲げて戦い、同時に行われた統一地方選挙で民主・社民両党が苦戦するのを尻目に改選前の13議席を上回る16議席を得たが、当初の目標を達成するには至らなかった。なお県議選と並行して行われた知事選では独自候補を擁立せず、現職で自民党県連支持・公明党県本部推薦の広瀬勝貞知事の支援に回っている。
ところが選挙後、内紛による会派分裂や選挙違反による所属議員の辞任によって自民系の最大会派「自由民主党・無所属の会」（現在の自由民主党）は議員数17名まで後退。その一方で県民クラブは無所属議員や繰り上げ当選議員の会派加入により議員数を18名に伸ばし、非自民系会派としては県政史上初めて県議会第一会派の地位に就いた。なお2議員の辞職により自民系議員は21名と過半数を割り込んだため、選挙前に掲げた2つの目標は思わぬ形で達成されることになった。
だが第46回総選挙で民主党が敗北した直後の2013年2月、後藤政義が会派を離脱し自民党・無所属の会に移籍したことで第一会派の座を失うと、続けて竹内小代美も会派を離脱し、一人会派を経て同年12月に自民党・無所属の会に合流。これと前後して同年11月には生活の党に入党していた吉冨幸吉が同様に会派を離脱し、こちらは自民系少数会派の「自由民主党」に移籍した。一連の離脱劇で会派所属議員は14名まで減少している。